# Sanja Vučić
Sanja Vučić (serb. Сања Вучић; ur. 8 sierpnia 1993 w Kruševacu) – serbska piosenkarka, reprezentantka Serbii podczas 61. Konkursu Piosenki Eurowizji w 2016 roku.

## Życiorys
Ukończyła szkołę muzyczną I i II stopnia na wydziale śpiewu operowego.
W czasie nauki w szkole muzycznej śpiewała w różnych zespołach, począwszy od grupy wykonującej muzykę etno, miejskiego chóru jazzowego do chóru kościelnego Saint Prince Lazar. W 2012 dołączyła do powstałego cztery lata wcześniej zespołu o nazwie ZAA. Zespół występował na licznych festiwalach, jak Exit, Nišville, Reggae Serbia. W 2014 nagrali i wydali album studyjny pt. What About.
W marcu 2016 ogłoszono, że została wybrana wewnętrznie przez RTS na reprezentantkę Serbii z utworem „Goodbye (Shelter)” podczas 61. Konkursu Piosenki Eurowizji organizowanego w Sztokholmie. 12 maja wystąpiła w drugim półfinale konkursu i z dziesiątego miejsca awansowała do finału. Zajęła w nim 18. miejsce z 115 punktami na koncie, w tym 35 pkt od jurorów (23. miejsce) i 80 punktów od widzów (11. miejsce). W lutym 2020, jako jedna z wokalistek girlsbandu Hurricane, zwyciężyła w finale programu Beovizija 2020, dzięki czemu miała reprezentować Serbię z utworem „Hasta la vista” podczas 65. Konkursu Piosenki Eurowizji w Rotterdamie. Konkurs został jednak odwołany z powodu pandemii koronawirusa.

## Dyskografia
Single
- „Goodbye (Shelter)” (2016)

Gościnnie
- „Underground Riot” (Y.O.X feat. Sanja) (2014)
- „Želje” (Mr.Rabbit feat. Sanja) (2014)
- „Genesis” (Meta feat. Sanja) (2017)